# Cantón de Les Avirons
El cantón de Les Avirons era una división administrativa francesa, que estaba situada en el departamento de La Reunión y la región de La Reunión.

## Composición
El cantón estaba formado por la comuna que le daba su nombre:
- Les Avirons

## Supresión del cantón de Les Avirons
En aplicación del Decreto n.º 2014-236 de 24 de febrero de 2014, el cantón de Les Avirons fue suprimido el 22 de marzo de 2015 y su comuna pasó a formar parte del nuevo cantón de L'Étang-Salé.